# П'ять днів Мілана
П'ять днів Мілана (італ. Cinque giornate di Milano) — повстання 18–22 березня 1848 року в Мілані, на початку австро-італійської війни. 18 березня спалахнуло повстання, яке за п'ять днів вуличних боїв витіснило з міста австрійські війська маршала Радецького.

## Передумови
У 1848 році міланці розпочали антиавстрійську кампанію вже 1 січня. На Новий рік міланці почали бойкотувати азартні ігри та тютюнові вироби, які належали державі і приносили понад 5 мільйонів лір на рік в бюджет Австрійської імперії. Кульмінацією бойкоту стала кривава вулична бійка 3 січня, коли розлючений натовп ображав і закидав камінням австрійських солдатів, які йшли партіями по троє. Потім солдати об'єдналися в групи і кинулися на натовп з мечами та багнетами, вбивши п'ятьох і поранивши ще 59. Йозеф Радецький замкнув свої підрозділи в казармах на п'ять днів. Протести закінчилися, але через два місяці, коли до Мілану дійшли новини про повстання у Відні та відставки Клемента фон Меттерніха, міланці знову вийшли на вулиці 18 березня.

## Перебіг подій
Майже одночасно з народними повстаннями 1848 року в Ломбардо-Венеційському королівстві, 18 березня того ж року повстав і Мілан. Це стало першим свідченням того, наскільки ефективно народна ініціатива, керована членами Рісорджименто, змогла вплинути на Карла Альберта Сардинського.
18 березня повсталі міланці захопили владу в місті у свої руки. Було захоплено міську ратушу й утворено військову раду, яка грала роль тимчасового уряду. Почала створюватися національна гвардія, до участі в якій закликали навіть дітей. Повстанням керував молодий республіканець — мадзиніст Чернісскі. Все місто боролося на вулицях, зводячи барикади, стріляючи з вікон і дахів, і закликаючи сільське населення приєднатися до них. Населення підтримав архиєпископ і щонайменше 100 священиків приєдналися до боротьби проти австрійців. На барикадах було встановлено погруддя Папи Пія IX. Було сформовано тимчасовий уряд Мілану, який очолив подеста Ґабріо Казаті та військова рада на чолі з Карло Каттанео.
Австрійський гарнізон у Мілані був добре оснащений і командував ним досвідчений генерал Йозеф Радецький, який, незважаючи на те, що йому було понад 80 років, був енергійним і жорстким. Радецький не мав наміру підкорятися повстанню.
19 березня на всіх вулицях Мілана було споруджено барикади. Йозеф Радецький, який мав 15-тисячне військо, за всіма правилами військової стратегії зайняв форти, що оточували місто. Повсталі жителі Мілана мали мало зброї і озброювалися, хто чим міг. Зокрема, на барикадах стояли жінки і діти.
20 і 21 березня австрійські війська з усіх боків обстрілювали місто. З передмість окремі загони озброєних жителів проривалися на допомогу городянам.
Радецький бачив, що в центрі міста важко чинити опір в умовах облоги, але, побоюючись нападу п'ємонтської армії та селян, він вважав за краще відступити після того, як втратив контроль над районом міста Порта Тоза (тепер Порта Вітторія) на користь повстанців. Увечері 22 березня австрійці відступили до «Квадрілатеро» (укріпленої зони, що складалася з чотирьох міст — Верони, Леньяго, Мантуї та Песк'єра-дель-Гарда), забравши з собою кількох заручників, заарештованих на початку повстання. Тим часом решта ломбардської та венеціанської території залишалася вільною.

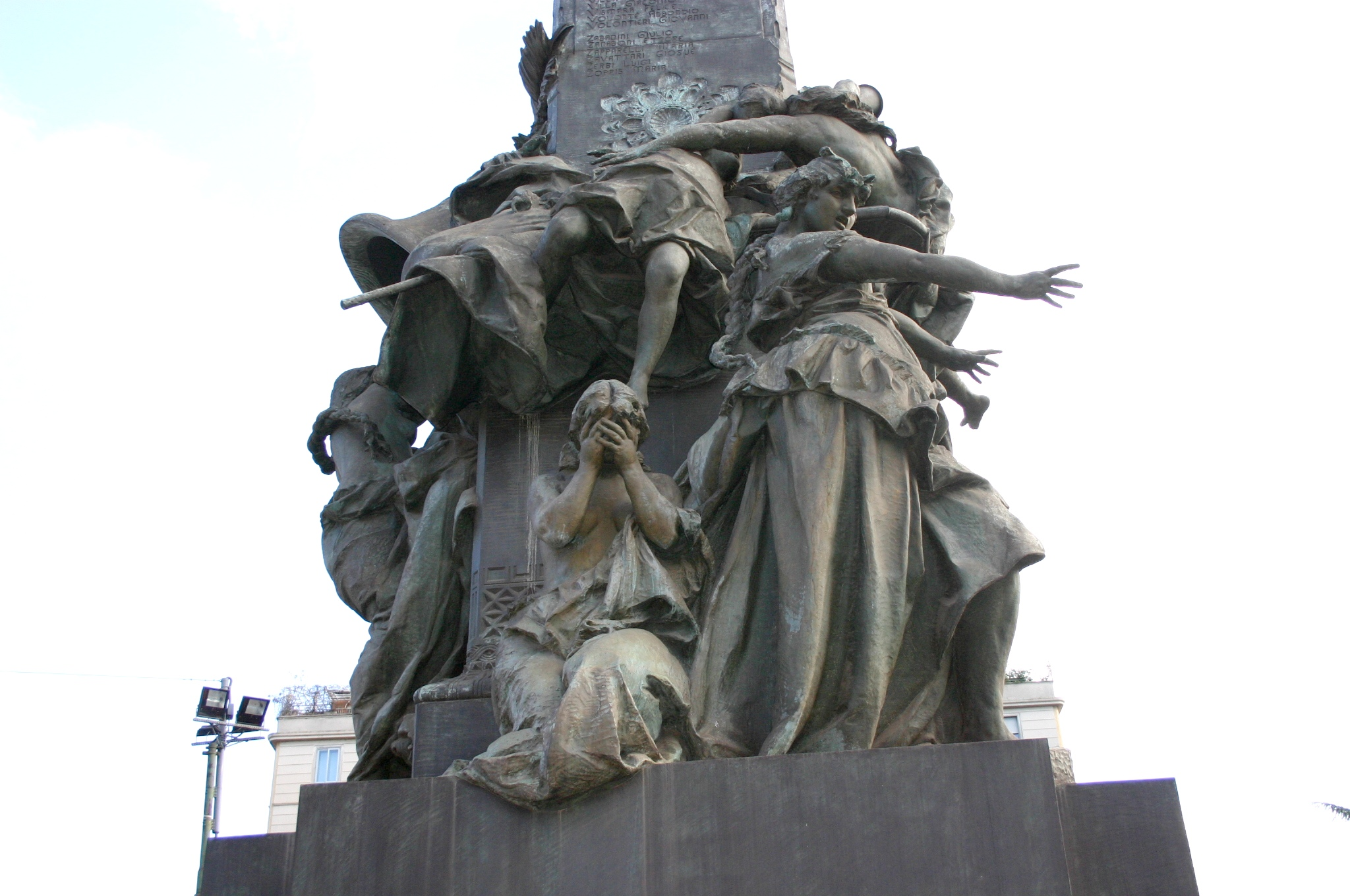
Скульптура в основі обеліска-пам'ятника «П'ять днів Мілану» в пам'ять про народне повстання 1848 року проти австрійського панування, скульптор Джузеппе Гранді.

На згадку про ці дні офіційна газета тимчасового уряду отримала назву просто Il 22 marzo (22 березня), яка почала виходити 26 березня в Палаццо Маріно під керівництвом Карла Тенка. Пам'ятник повстанню роботи скульптора Джузеппе Гранді був споруджений на місці, де зараз знаходиться Порта Вітторія.

## У культурі
- «П'ять днів» / Le cinque giornate — реж. Даріо Ардженто (Італія, 1973)